# Kazaňský fenomén
Kazaňský fenomén (rusky Казанский феномен – Kazanskij fenomen) byl termín používaný novináři pro popis vzestupu aktivit pouličních gangů ve městě Kazaň v RSFSR a později v Ruské federaci.
Od počátku 70. let měla Kazaň špatnou pověst zvláště v oblasti mládežnické delikvence, a značná část mladých mužů v oblasti, jak ruského, tak tatarského původu, se připojila k mládežnickým gangům, které mezi sebou bojovaly o teritorium, především s použitím improvizovaných nebo ručních zbraní (v té době nebyly v Rusku rozšířené palné zbraně a bylo těžké je získat). Mezi lety 1985 a 1999 se míra zločinů spáchaných šestnácti- až devětadvacetiletými v Tatarstánu (do roku 1992 Tatarská ASSR) zvýšila 1,7krát. Boje o ovládnutí veřejného prostoru, kde úspěch v přivlastnění zdrojů byl často založen na schopnostech a míře násilí, donutily mnoho mladých mužů, kteří nebyli připojeni k žádnému gangu, přehodnotit své možnosti v kontextu narůstající nejistoty. Vlna zločinu způsobila morální paniku v sovětské populací, která takovou kriminalitu tradičně vnímala jako produkt kapitalistického Západu, zvláště když se zjistilo, že se na ní podílely i děti místních úředníků.
Během vzestupu významu ruské mafie v pozdních 80. a 90. letech se pouliční gangy rozrostly do sofistikovanějších a organizovanějších zločineckých podniků. Kvůli nedostatku ziskovosti výpalného v Tatarstánu se Kazaňské gangy začaly stěhovat do Petrohradu, kde se dostaly do konfliktu s místním gangem Tambov. Kazaňská mafie byla známá svou zvláštní krutostí v taktikách vydírání a občas přivedla posily z Tatarstánu. Slovanští gangsteři ve městě se spojili, aby čelili této rostoucí hrozbě, a nakonec si vynutili, že Tatarové opustili Petrohrad.

## Vznik a vývoj

### Příčiny a kontext
Příčiny „Kazaňského fenoménu“ byly mnohostranné a komplexní. Jedním z hlavních faktorů byla rychlá urbanizace Kazaně, která vedla k sociálním a ekonomickým změnám ve městě. Tento proces byl spojen s nárůstem nezaměstnanosti, rozpadem tradičních společenských struktur a nedostatkem adekvátních rekreačních a vzdělávacích příležitostí pro mládež.
Dalším faktorem byla nedostatečná pozornost státu a místních úřadů vůči potřebám a problémům mladých lidí. Tato situace vedla k tomu, že mnoho mladých lidí hledalo smysl a společenství v subkulturách a gangu, což často vyústilo v násilné chování a kriminalitu.

### Historie a vývoj fenoménu
Kořeny násilí sahaly do pozdních 60. let, kdy v důsledku urbanizace a sociálních změn došlo k vytvoření mládežnických subkultur a gangů v Kazani, které byly charakterizovány svou agresivitou a teritoriálními spory, které často vedly k násilným konfrontacím mezi různými skupinami mladých lidí.
V 70. a 80. letech se tyto gangy staly významným faktorem v každodenním životě mnoha čtvrtích města. Členové gangů se často rekrutovali z řad místní mládeže, a to zejména z prostředí, které bylo sociálně znevýhodněné nebo náchylné k kriminálnímu chování. Gangy byly známé svou brutalitou a schopností ovlivnit místní komunity, a to i prostřednictvím zastrašování a násilí.
Soukromá ekonomická sféra byla spuštěna během perestrojky, kdy Gorbačovův zákon o spolupráci z roku 1987 umožnil skupinám občanů zakládat družstevní podniky. Tyto podniky se okamžitě staly terčem vyděračů. První případ vydírání v Kazaň byl zaznamenán v roce 1988, kdy pouliční skupina Dom Obuvi (doslova „Dům obuvi“, obchod s obuví) se pokusila vydírat stavební družstvo o peníze za „ochranu“.

#### 90. léta
Rozpad klíčových institucí sovětského státu—plánované ekonomiky, státního a právního aparátu a systému sociálního zabezpečení založeného na podnikání—byl doprovázen násilným dělením majetku a zdrojů. Státní společnosti, nyní privatizované, začaly fungovat v neznámém tržním prostředí. Nejenže země procházela hospodářskou krizí, ale státní právní aparát byl neefektivní a bankovní systém ještě nefungoval. V tomto chaotickém prostředí se veřejné i soukromé společnosti staly obětí predátorů, kteří toužili získat přístup k jejich majetku a kteří používali výhrůžky, úplatky a nabídky „ochrany“ k získání peněz, produktů a akcií společností. V Tatarstánu, navzdory hospodářské krizi, zůstalo mnoho atraktivních aktiv. Ačkoli do poloviny 90. let průmyslová výroba v republice klesla o 33,9 % ve srovnání se začátkem desetiletí, hospodářská krize první poloviny 90. let byla méně vážná než ve většině ruských regionů. Existence velké ekonomické základny zděděné ze sovětských časů, spolu s historickou přítomností gangů, pomáhá vysvětlit zvláště rychlý rozvoj organizovaného zločinu v Tatarstánu v 90. letech. Tyto nově privatizované společnosti byly vystaveny vydírání ze strany gangů, nebo dokonce státních bezpečnostních služeb a policie, které se staly jednou z klíčových vyděračských skupin v postsovětském Rusku. Vedle neefektivních ex-sovětských společností se objevila rozsáhlá pouliční ekonomika a nově vznikající malé podniky.
Přestože na začátku 90. let většina družstev zanikla pod tlakem státního zdanění a konkurence nových soukromých společností, brzy začaly vznikat nové malé podniky, převážně v neregulovaném neformálním a poloformálním sektoru služeb: venkovní trhy, malé stánky a kiosky, malé směnárny apod. Bez téměř jakékoli ochrany ze strany státu a bez prostředků k sebeobraně byl sektor snadnou kořistí pro různé kriminální živly. Po celém Rusku byly pouliční skupiny v čele nových pokusů o akumulaci, ačkoli konkrétní dynamika vztahů mezi pouličními skupinami a dalšími násilnými aktéry stále čeká na prošetření. V Kazani (a obecně v Tatarstánu) většina organizovaných zločineckých skupin vzešla ze společenských pouličních organizací. Většina těchto organizací začínala jako mládežnické teritoriální skupiny „chuligánů“. Příspěvky do jejich fondů byly systematicky shromažďovány vydíráním a dalšími trestnými prostředky. V Kazani většina takových skupin, s výjimkou specializovaných gangů jako jsou drogové gangy, vzešla z teritoriálních mládežnických skupin.
Hlavní kazaňské gangy — Kvartala, Mirnyi, Šatura, 56. Kvartal, Soc-gorod, Telestudiia, Chadi Taktaš, Žilka, Nizy, Boriskovo, Pervaki, Kaluga, Tukajevo—  se mezi sebe snažily rozdělit město. Aby si udržely a rozšířily kontrolu nad územím, musely mobilizovat značné síly, a tak vyvíjely velký tlak na místní mladé lidi, aby se připojili k jejich gangům. 

### Složení a struktura gangů
Na konci 80. let bylo členství v kazaňských gangů zaměřeno především na mladé lidi z dělnické třídy. V 90. letech se to začalo měnit s masivním kolapsem živobytí, tyto gangy začaly čerpat své členy z širšího spektra sociálních prostředí, včetně mladých lidí ze vzdělaných rodin. Gangy také začaly přitahovat univerzitní studenty. I když pouliční gangy zůstaly jevem mladých, jejich členská základna stárla. K polovině 90. let byla značná část členů starší dvaceti pěti let a mnozí měli legitimní zaměstnání. Etnické pozadí členů gangů obvykle odpovídalo místní populaci, ačkoli se v Rusku objevily také gangy vytvořené komunitami migrantů (Gruzínci, Ázerbájdžánci, Čečenci, Dagestánští). Gangy v Tatarstánu byly etnicky smíšené, sjednocující Rusy, Tatary a další etnické skupiny žijící v jejich sousedství. 
Členové gangů často pocházeli z nižších sociálně-ekonomických vrstev a měli pocit odcizení od zbytku společnosti. Gangy měly pevně stanovená pravidla a kódy chování, včetně loajality vůči skupině a respektování hierarchie.
Struktura gangů byla obvykle hierarchická, s vůdci na vrcholu a nižšími členy, kteří vykonávali různé role včetně vymáhání, obchodu s drogami a ochrany teritoria. Gangy si často vymezovaly svá teritoria a chránily je před ostatními skupinami.

### Sociální a kulturní dopady
„Kazaňský fenomén“ měl hluboký dopad na sociální a kulturní život města. Gangy ovlivnily nejen kriminální svět, ale i běžný život obyčejných občanů. V mnoha oblastech Kazaně se staly gangy de facto vládci, ovlivňující ekonomiku, politiku a dokonce i každodenní sociální interakce.
Vliv gangů na mladé lidi byl zvláště znatelný. Pro mnohé mladé muže a ženy se staly gangy lákavým prostředím, kde hledali smysl života, společenství a ochranu. Tento trend vedl k nárůstu násilí mezi mládeží, vylučování ze škol a sociálního úpadku.
Kulturně fenomén ovlivnil i hudební a uměleckou scénu v Kazani. Vznikly písně, filmy a literární díla inspirované životem v prostředí gangů, což dále přispívalo k jeho mystifikaci.

## Organizovaný boj proti gangům
V Kazani 70. a 80. let 20. století se v rámci reakce na rostoucí kriminalitu mládeže a vznik uličních gangů vyvinula komplexní strategie boje proti těmto negativním jevům, v níž významnou roli hrála místní milice spolu s komunistickými mládežnickými organizacemi. Tyto složky státu a společnosti se spojily, aby čelily výzvám, které s sebou přinášel rostoucí fenomén uličního gangsterismu.

### Místní milice
Milice, jako primární státní bezpečnostní složka, přistoupila k různým taktikám a strategiím. Změnila své pracovní časy, aby mohla efektivněji monitorovat aktivity gangů, zvláště v hodinách, kdy byly gangy nejaktivnější. Milice se také věnovala výchovným aktivitám, jako byly přednášky na právní a sociální témata, setkání s mládeží a diskuse o následcích zapojení do kriminálních aktivit. Cílem těchto aktivit byla osvěta o rizicích a důsledcích zapojení do gangů. Kromě toho milice přijímala preventivní opatření, jako bylo sledování problémových oblastí a zásahy v případě podezření na kriminální činnost.

### Mladí komunisté
Komunistické mládežnické organizace, jako byly bojové komunistické mládežnické brigády (BKD a OKOD), se snažily sehrát svou roli v sociálních a preventivních opatřeních. Tyto brigády patrolovaly ulice a monitorovaly činnost gangů, čímž pomáhaly bezpečnostním silám. Zároveň poskytovaly ochranu školám a veřejným prostranstvím, které byly často cílem aktivity gangů. Kromě toho se tyto organizace zaměřovaly na výchovnou práci s mládeží, nabízely alternativní aktivity a programy, které by mladé lidi odvrátily od zapojení do gangů.
V kontextu tehdejšího sociálního a politického klimatu v Sovětském svazu byla role místní milice a mládežnických organizací v boji proti gangům v Kazani nezastupitelná. Jejich úsilí představovalo spojení přímých bezpečnostních opatření a preventivních, výchovných programů, zaměřených na snížení atraktivity života v gangu pro mladé lidi.

## Mediální reakce a veřejné vnímání
Mediální reakce a veřejné vnímání Kazaňského fenoménu byly výrazně ovlivněny rostoucí obavou a zájmem o tuto problematiku. Noviny a média v Kazani a celém Sovětském svazu se snažily osvětlit tuto problematiku, přičemž zprávy a články často vyvolávaly silné emoce a diskuse mezi veřejností.
Lokální tisk v Kazani, jako například „Večerní Kazan“, se podrobně věnoval tématu mládežnických gangů a jejich vlivu na společnost. V 70. a 80. letech byly v tisku často zmiňovány příběhy dětí a mladistvých, jejichž chování bylo předmětem veřejného zájmu a obav. Tyto reportáže se zaměřovaly jak na individuální případy, tak i na širší sociální a kriminální jevy, čímž přispívaly k většímu povědomí o existenci a rozsahu problému.
Kromě místního tisku se Kazaňský fenomén stal tématem i v celosvazových médiích. Případy mladistvých zločinců, války gangů a otázky výchovy mládeže byly často předmětem reportáží a analytických článků, které se snažily porozumět příčinám a důsledkům tohoto jevu. V některých případech byla tato problematika prezentována v kontextu širších sociálních a ekonomických problémů Sovětského svazu, což přispívalo k rozšíření debaty o Kazaňském fenoménu i mimo samotnou Kazaň.
Reportáže a analýzy přispěly k zvýšení povědomí o složitosti a vážnosti situace, což vedlo k širší veřejné diskusi a požadavku na efektivnější reakci ze strany státu a společnosti. Mediální obraz Kazaňského fenoménu zahrnoval jak objektivní zpravodajství, tak i senzacechtivé přístupy, které někdy mohly zkreslovat realitu a přispívat k vytváření stereotypů o mladistvých a jejich chování.
Veřejné vnímání Kazaňského fenoménu bylo výrazně ovlivněno těmito mediálními reportážemi. Vznikaly obavy o bezpečnost a vliv tohoto jevu na mládež, což vedlo k diskuzím o potřebě efektivnějších opatření a strategií, jak se s problémem vypořádat. Zvláštní pozornost byla věnována vlivu gangů na mladistvé a riziku jejich zapojení do kriminální činnosti.

## Ohlas v literatuře a filmu
„Kazaňský fenomén“ našel svůj odraz nejen v mediální sféře, ale i v kultuře, především ve filmech a literatuře, které se snažily umělecky zpracovat a interpretovat tento sociální a kriminální jev.

### Film

#### Dokumentární filmy
V období Perestrojky vznikly dokumentární filmy, jako je A u vás ve dvoře? od Avise Privina a Mariny Razbežkinové, které se zaměřily na problematiku mládežnických gangů v Kazani. Tyto filmy detailně zobrazovaly reálný život členů gangů, jejich konflikty a interakci s okolním světem.

#### Filmy Roberta Chisamova a Nikolaje Morozova
Tato série filmů, včetně Země jménem Duben a Prázdnota, nabídla hluboký pohled na život v Kazani během vrcholné fáze fenoménu. Filmy byly uznány za svou autentičnost a přínos k porozumění tohoto složitého sociálního problému.
Tyto kulturní reprezentace „Kazaňského fenoménu“ poskytly nejen hluboký vhled do problematiky, ale také přispěly k širší diskusi o příčinách, důsledcích a možných řešeních tohoto sociálního jevu. Knihy a filmy se staly důležitými zdroji informací a perspektiv, které pomohly veřejnosti lépe porozumět a reflektovat fenomén mládežnických gangů v Kazani.

#### Slovo pacana. Krev na asfaltu(2023) – televizní seriál
Slovo pacana. Krev na asfaltu (rus. Слово пацана. Кровь на асфальте) je ruský televizní seriál na motivy knihy Roberta Garajeva (viz výše) z konce roku 2023, který sleduje dramatické a násilné události, které se odehrály v Kazani a okolních oblastech během posledních desetiletí 20. století, a odhaluje komplexní sociální, ekonomické a kulturní faktory, které přispěly k vzniku a rozvoji těchto gangů. Děj seriálu se soustředí na hlavní postavy, které se staly členy uličních gangů, a zkoumá jejich osobní motivace, rodinné vztahy a vztahy mezi jednotlivými členy gangu. Seriál také zobrazuje interakci gangů s místními orgány, včetně policejních sil a politických struktur, a poukazuje na složitost těchto vztahů.
Seriál se setkal s vlnou popularity jak v Rusku, tak na Ukrajině. Kritické ohlasy na seriál jsou smíšené. Někteří oceňují jeho odvážné zobrazení reality a hloubku charakterů, zatímco jiní kritizují způsob, jakým seriál zobrazuje a romantizuje násilí a kriminální činnost. Někteří seriál přirovnvávají k aktuální situaci v Rusku. Někteří ruští vládní představitelé prosazovali myšlenku seriál zakázat během vysílání první série. Na základě vraždy 15letého chlapce skupinou vrstevníků v Irkutsku byl vyzván Roskomnadzor se žádostí o prověření filmu o mládežnických skupinách z konce 80. let, zda nebyl porušen příkaz ruského prezidenta Vladimira Putina o vytváření státní politiky na ochranu tradičních duchovních a morálních hodnot. Ministerstvo vnitra spojitost mezi sérií a vraždou popřelo. 9. prosince Roskomnadzor oznámil, že zkontroloval legálnost seriálu a nenašel žádné porušení. Celkově je však Slovo týpka považován za důležitý příspěvek k porozumění sociálních a historických aspektů „kazaňského fenoménu“.